# De Lacy Evans

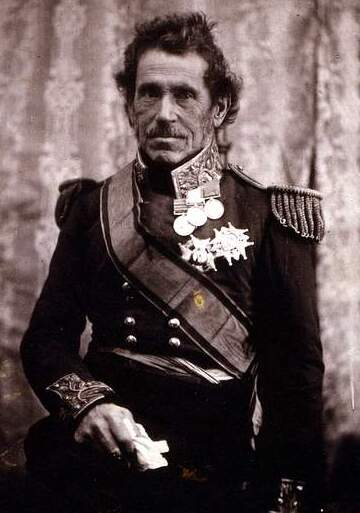
Lt.-Gen. De Lacy Evans, 1855, Photographie von Roger Fenton

Sir George De Lacy Evans GCB (* 1787 in Moig, County Limerick, Irland; † 9. Januar 1870 in London) war ein britischer General und Politiker.

## Leben
Evans war der dritte Sohn des John Evans, Gutsherr von Lisready und Milltown im irischen County Limerick. Er besuchte die Militärakademie in Woolwich und trat um 1800 als Kadett in den Dienst der Britischen Ostindienkompanie. 1806 meldete er sich freiwillig zur British Army in Indien, 1807 erwarb er dort ein Offizierspatent als Ensign des 22nd Regiment of Foot und 1808 wurde er zum Lieutenant befördert. 1812 wechselte er zum 3rd (The King’s Own) Regiment of (Light) Dragoons und kämpfte im Napoleonischen Krieg auf der Iberischen Halbinsel unter Wellington. Als Offizier im Generalstab zeichnete er sich im Britisch-Amerikanischen Krieg 1813 bis 1814 aus und nahm dann 1815 an der Schlacht bei Waterloo teil. Im selben Jahr beförderte man ihn zum Captain des 5th West India Regiment und später zum Brevet-Major und weiter zum Brevet-Lieutenant-Colonel.
Nachdem Evans 1817 unter Halbsold vom Militärdienst freigestellt worden war, wandte er sich ab 1818 der Politik zu. Von Mai bis August 1830 und von April 1831 bis Dezember 1832 war er als Abgeordneter für das Borough Rye und von Mai 1833 bis Juni 1841 für Westminster Mitglied des House of Commons. Eine gewisse Bekanntheit erfuhr er auch im Vorfeld des Krimkriegs, als er mit russophoben Spekulationen über das Ergebnis des russisch-türkischen Kriegs auffiel. In mehreren Pamphleten beschrieb er die russische Politik als aggressiv und expansionistisch und schürte, ohne geringste Beweise zu haben, die ohnehin schon russlandfeindliche Stimmung in der britischen Bevölkerung.
1835 übernahm Evans im spanischen Heer den Oberbefehl über die auf Seiten Königin Isabellas II. gegen Don Carlos in Großbritannien geworbene Legion im Ersten Carlistenkrieg. Er siegte bei San Sebastián, vor Passages, auf den Höhen von Amezagaña, wurde allerdings bei Oriamendi geschlagen. Er beschloss den Feldzug im Juni 1837 mit der Erstürmung der Stadt Irun.
Er kehrte nach England zurück, wurde 1837 zum Brevet-Colonel der British Army befördert und am 13. Februar 1838 als Knight Commander des Bathordens geadelt. Nachdem er bei der Unterhauswahl 1841 unterlegen war und seinen Parlamentssitz verloren hatte, wurde er im Februar 1846 erneut als Abgeordneter für Westminster ins House of Commons gewählt und hatte sein Parlamentsmandat bis Juli 1865 inne. 1846 stimmte er für die Abschaffung der allgemeinen Kornzölle und unterstützte in der Folgezeit die Ziele der Liberal Party.
1846 wurde er zum Major-General befördert und war von 1853 bis zu seinem Tod Colonel of the Regiment des 21st Regiment of Foot. Im Juni 1854 wurde Evans zum Lieutenant-General befördert und befehligte dann im Krimkrieg die 2. Division. Er kämpfte in der Schlacht an der Alma und der Schlacht von Balaklawa. An der Alma wurde Evans verwundet. Am Tag nach der Schlacht von Balaklawa griffen die Russen die Stellung seiner Division bei Inkerman an, wurden aber durch heftiges Artilleriefeuer zurückgetrieben. Die Kämpfe gingen als Little Inkerman in die Geschichte ein. Die Russen verloren 270 Mann, die Briten 100. Evans stürzte vom Pferd und musste das Kommando über die Division an Brigadier-General Pennefather abgeben, der die Division auch in der „richtigen“ Schlacht von Inkerman führte. Evans kehrte zu Beginn des Jahres 1855 wegen Krankheit nach England zurück. In Anerkennung seiner Verdienste wurde er am 5. Juli 1855 zum Knight Grand Cross des Bathordens erhoben.
1861 wurde er zum General befördert. 1865 zog er sich vom öffentlichen Leben zurück und starb 1870 in London.
1834 hatte er Josette Arbuthnott geheiratet, Tochter des Lieutenant-Colonel Robert Arbuthnott, Witwe des Philip Hughes, Commander beim Marine Service der Britischen Ostindienkompanie.